# 平山乡 (株洲县)
平山乡，是中华人民共和国湖南省株洲市渌口区下辖的一个乡镇级行政单位。

## 行政区划
平山乡下辖以下地区：
平山社区、平山村、星桥村、官塘村、泉塘湖村、龙潭村、白鱼村、华石村、红石村和黄泥塘村。